# Lebensalter
Lebensalter ist in der Umgangssprache und im Recht das Alter, das sich bei einer natürlichen Person von deren Geburtstag (im Sinne des Datums der Geburt) bis zum Berechnungszeitpunkt ergibt. Das Lebensalter ist zu unterscheiden von den Lebensphasen eines Organismus.

## Berechnung des Lebensalters
Im Bereich des deutschen Rechts wird das Lebensalter gemäß § 187 Abs. 2 Satz 2 BGB und § 188 Abs. 2 2. Alt. BGB berechnet. Diese Vorschriften besagen, dass eine Person ab 0:00 Uhr an ihrem Geburtstag ein Jahr älter ist und nicht erst zu der eigentlichen Geburtsstunde. Der Gesetzgeber musste eine besondere Regelung schaffen, da nach der üblichen Berechnung von Fristen, bei denen es auf ein Ereignis ankommt, das in den Lauf eines Tages fällt (Geburt), der erste Tag nicht mitgezählt wird.
Bei der Berechnung des Lebensalters wird der Tag der Geburt jedoch mitgerechnet (§ 187 Abs. 2 Satz 2 BGB). Wer beispielsweise am 10. Oktober 2007 um 17:02 Uhr geboren ist, hat am 9. Oktober 2025 um 24:00 Uhr rechtlich das 18. Lebensjahr vollendet. Die Person ist damit von Beginn des 10. Oktobers 2025 an nicht mehr minderjährig, sondern volljährig.
Für die am 29. Februar Geborenen gilt gemäß § 188 Abs. 3 BGB in Nichtschaltjahren die Vollendung des 28. Februar als Ablauftag (siehe Frist), sie stehen daher in Nichtschaltjahren den an einem 1. März Geborenen gleich.

## Überprüfung des Lebensalters
Zur Überprüfung des Lebensalters wird in der Regel der Personalausweis/Reisepass überprüft. Als Grundlage für das darin enthaltene Geburtsdatum wird die Geburtsurkunde herangezogen. In technischen Lösungen zur Altersverifikation im Besonderen für Internetangebote wird neben Personalausweis und Reisepass auch auf Verfahren mit zentralen Datenbanken und Einschreiben, das PostIdent-Verfahren oder Geldkarten mit Jugendschutzmerkmal zurückgegriffen.
Haben Behörden Zweifel an der Richtigkeit einer Altersangabe, erfolgt eine „Altersfeststellung“ durch „Inaugenscheinnahme“ äußerer Geschlechtsorgane oder des Gebisses. Dies hat im Besonderen Relevanz für Flüchtlinge und im Nachwuchssport.

## Altersangaben in historischen Quellen
Die von den Kirchen geführten Sterbebücher enthalten sehr oft (in Sachsen nach 1750 für Erwachsene regelmäßig) Altersangaben. Manchmal wird schon aus der Formulierung „ungefähr 60 Jahre“ oder „etliche 70 Jahre“ klar, dass die Angabe nicht genau ist. Oft werden aber genaue Angaben in Jahren, Monaten, Wochen und Tagen gemacht (wobei ein Monat mit vier Wochen zu rechnen ist), findet man dann aber die Person im Taufbuch, so stellt sich nicht selten zwischen zurückgerechnetem und nachgewiesenem Geburtstag eine Differenz heraus, manchmal sogar um ein Jahr oder mehr. Man muss davon ausgehen, dass die Eintragung im Sterbebuch auf der mündlichen Auskunft der Überlebenden beruhte. Deren Vorliebe für runde Zahlen (80 Jahre) ist unverkennbar. Der Pfarrer hat sich nur in Ausnahmen die Mühe gemacht, diese Angaben mit dem Taufbuch zu vergleichen. In katholischen Gemeinden ist in Traubüchern häufig das Alter von Braut und Bräutigam angegeben. In den Zivilstandsakten des 19. Jahrhunderts wird bei Eheschließenden, Kindeseltern und Urkundszeugen regelmäßig das Alter angegeben. Diese Altersangaben für lebende anwesende Personen sind oftmals genauer als die nach dem Tod etwa durch Nachbarn oder Verwandte des Verstorbenen als Urkundszeugen gemachten Angaben zum Sterbealter.
Bei genealogischen Forschungen sollten derartige Differenzen der Altersangaben stets als Anlass verstanden werden, die Sache sehr genau zu überprüfen (siehe Toter Punkt) und weitere Quellen mit heranzuziehen, um Irrtümer etwa durch Namensgleichheit auszuschließen.

## Ostasiatische Zählung
In Ostasien (China, Japan, Korea, Mongolei, Vietnam) wurde traditionell eine andere Zählung des Lebensjahres (chinesisch 歲 / 岁, Pinyin suì, jap. sai, kor. sal) verwendet. Bei dieser traditionellen Zählweise (chin. 虛歲 / 虚岁,  xūsuì – „falsches Lebensjahr“; japanisch 数え年, kazoedoshi, dt. „gezählte Jahre“) ist ein Kind bei der Geburt 1 Jahr alt und wird bei jedem (chinesischen) Neujahr ein Jahr älter. Beim Extremfall, in dem ein Kind am Tag vor Neujahr mit einem Jahr geboren wird, ist es bereits einen Tag nach der Geburt 2 Jahre alt. Die moderne Zählweise (chin. 實歲 / 实岁,  shísùi – „wahres Lebensjahr“; japanisch 満年齢, mannenrei, dt. „Alter mit vollen Jahren“) folgt der westlichen.
In Japan wurde das traditionelle System 1902 durch das moderne ersetzt, aber weithin bis in die 1950er Jahre verwendet, bis ein weiteres Gesetz die Bevölkerung ermutigte, das moderne System zu verwenden. Heutzutage wird die traditionelle Zählung noch von älteren Menschen oder bei traditionellen Zeremonien verwendet.
In Südkorea wird die traditionelle Zählweise gesellschaftlich weiterhin verwendet, im Gesetz wird jedoch die moderne Zählweise angewandt. Am 8. Dezember 2022 beschloss die Nationalversammlung Südkoreas mit Wirkung ab Juni 2023 das Verbot, auf offiziellen Dokumenten ein traditionelles Lebensalter anzugeben.